# Universidad de Mareantes
La Universidad de Mareantes fue una organización gremial de marinos creada en Sevilla en 1556 y desaparecida en 1793.

## Historia
En 1556 se creó una institución para aunar a dueños de barcos, a los pilotos y a los maestres llamada Universidad de Mareantes, también conocida como Universidad del Mar. Estuvo vinculada a la Cofradía de Nuestra Señora del Buen Aire.
En 1573 situaron su sede en unas casa en la calle Larga (actual calle Pureza) de Triana. Fue una institución unida a la Cofradía de Nuestra Señora del Buen Aire y junto a su sede había una capilla dedicada a esta advocación.
En 1681 crearon un colegio para educar a niños huérfanos y darles formación de marineros. La sede de este colegio fue el palacio de San Telmo, construido entre 1682 y 1796, que albergó a alumnos desde finales del siglo XVII.
En 1704 la Universidad de Mareantes se trasladó al palacio de San Telmo. Esta institución vendió su sede de Triana en 1778. Permaneció teniendo el palacio como sede hasta la desaparición de la institución en 1793.
Francisco Ollero en su artículo "el hospital de mareantes de Triana: arquitectura y patronazgo artístico", demuestra que ni el edificio ni el solar coinciden con la actual Casa de las Columnas.